# Leichtathletik-Weltmeisterschaften 1983
| Medaillenspiegel (Endstand nach 41 Entscheidungen) | Medaillenspiegel (Endstand nach 41 Entscheidungen) | Medaillenspiegel (Endstand nach 41 Entscheidungen) | Medaillenspiegel (Endstand nach 41 Entscheidungen) | Medaillenspiegel (Endstand nach 41 Entscheidungen) | Medaillenspiegel (Endstand nach 41 Entscheidungen) |
| Platz                                              | Land                                               | Gold                                               | Silber                                             | Bronze                                             | Gesamt                                             |
| -------------------------------------------------- | -------------------------------------------------- | -------------------------------------------------- | -------------------------------------------------- | -------------------------------------------------- | -------------------------------------------------- |
| 1                                                  | DDR                                                | 10                                                 | 7                                                  | 5                                                  | 22                                                 |
| 2                                                  | Vereinigte Staaten                                 | 8                                                  | 9                                                  | 7                                                  | 24                                                 |
| 3                                                  | Sowjetunion                                        | 6                                                  | 6                                                  | 11                                                 | 23                                                 |
| 4                                                  | Tschechoslowakei                                   | 4                                                  | 3                                                  | 2                                                  | 9                                                  |
| 5                                                  | BR Deutschland                                     | 2                                                  | 5                                                  | 1                                                  | 8                                                  |
| 6                                                  | Großbritannien                                     | 2                                                  | 2                                                  | 3                                                  | 7                                                  |
| 7                                                  | Polen                                              | 2                                                  | 1                                                  | 1                                                  | 4                                                  |
| 8                                                  | Finnland                                           | 1                                                  | 1                                                  | 1                                                  | 3                                                  |
| 8                                                  | Italien                                            | 1                                                  | 1                                                  | 1                                                  | 3                                                  |
| 8                                                  | Jamaika                                            | 1                                                  | 1                                                  | 1                                                  | 3                                                  |
| Vollständiger Medaillenspiegel                     |                                                    |                                                    |                                                    |                                                    |                                                    |

Die 1. Leichtathletik-Weltmeisterschaften fanden vom 7. bis 14. August 1983 in Helsinki statt. Mit Ausnahme der Marathonläufe und der Gehwettbewerbe wurden die Wettkämpfe im Olympiastadion von 1952 ausgetragen. Es nahmen insgesamt 1235 Athleten aus 154 Ländern teil.

## Austragungsmodus
Der Weltleichtathletikverband IAAF hatte sich entschlossen, nun auch Weltmeisterschaften auszutragen, was in anderen Sportarten bereits sehr lange der Fall war. So gab es neben den Olympischen Spielen nun auch für die Leichtathleten ein weiteres großes Kräftemessen auf Weltniveau. Für die Austragung war zunächst ein Rhythmus von vier Jahren vorgesehen. Einen optimalen Zeitpunkt zu finden war nicht ganz einfach, denn die Jahre in der Mitte zwischen zwei Olympischen Spielen waren für die verschiedenen Kontinentalmeisterschaften vorgesehen, die eine große Bedeutung hatten und haben, die bei dieser Lösung in ihrer Relevanz heruntergestuft worden wären. So wurden die ungeraden Jahre direkt vor den Olympischen Spielen als Austragungszeitpunkt für die Weltmeisterschaften festgelegt.
Allerdings blieb es nicht lange bei diesem Modus. Für die beiden kommenden Weltmeisterschaften 1987 und 1991 blieb die gewählte Austragungsvariante noch erhalten. Anschließend wurde beschlossen, dass auch im jeweils zweiten ungeraden Jahr zwischen zwei Olympischen Spielen Leichtathletik-Weltmeisterschaften stattfinden sollten. So wurde der vierjährige Austragungsrhythmus durch einen zweijährigen abgelöst. Dieser Modus bewährte sich und wurde zum Standard für die Austragung von Leichtathletik-Weltmeisterschaften.

## Teilnehmende Nationen und Sportler
In Klammern die Anzahl der Teilnehmer
| Nation                               | Teilnehmer |
| Afghanistan (1)                      | Mohamad Ismail Bakaki |
| Ägypten (4)                          | Ahmed Ghanem; Nafi Ahmed Mersal; Mohamed Naguib Hamed; Ahmed Kamel Shatta |
| Albanien (3)                         | Fatmir Bajraktari; Syrja Dalipi; Klodeta Gjini |
| Algerien (11)                        | Mehdi Aidet; Othmane Belfaa; Abderrazak Bounour; Amar Brahmia; Abdelouaheb Ferguène; Benamar Kachkouche; Mourad Mahour Bacha; Abderrahmane Morceli; Boualem Rahoui; Dalila Tayebi; Hakim Toumi |
| Amerikanische Jungferninseln (2)     | Neville Hodge; Iyiechia Petrus |
| Angola (1)                           | Rubén Inácio |
| Anguilla (1)                         | Trevor Davis |
| Antigua und Barbuda (3)              | Lester Benjamin; Ruperta Charles; Iona Smith |
| Argentinien (3)                      | Gustavo Capart; Beatriz Capotosto; Alfredo Maravilla |
| Äthiopien (10)                       | Kebede Balcha; Girma Berhanu; Wodajo Bulti; Bekele Debele; Shemsu Hassan; Mohamed Kedir; Dereje Nedi; Seyoum Nigatu; Eshetu Tura; Girma Woldehana |
| Australien (28)                      | Simon Baker; Peter Bourke; Denise Boyd; Darren Clark; Jill Colwell; Jeff Coole; Robert De Castella; Debbie Flintoff-King; Bruce Frayne; Paul Gilbert; Michael Hillardt; Gary Honey; Gerrard Keating; Robyn Lorraway; Hans-Martin Lotz; Gael Martin; Gary Minihan; Paul Narracott; Glynis Leanne Nunn-Cearns; Mike O’Rourke; Willi Sawall; Megan Sloane; David Smith; Christine Stanton; Jackie Turney; Vanessa Ward; Grenville Wood; Don Wright |
| Bahamas (10)                         | Gary Bullard; David Charlton; Bradley Cooper; Pauline Davis-Thompson; Shonel Ferguson; Steve Hanna; Allan Ingraham; Greg Rolle; Joey Wells; Steve Wray |
| Bahrain (1)                          | Ahmed Hamada |
| Barbados (2)                         | June Caddle; Gordan Hinds |
| Belgien (13)                         | Eddy Annys; Peter Daenens; Marie-Christine Deurbroeck; Magda Ilands; Karel Lismont; Joseph Martens; Armand Parmentier; Christine Soetewey; Eddy Stevens; Rik Tommelein; William Van Dijck; Betty Van Steenbroeck; Frederik Vandervennet |
| Belize (2)                           | Marjorie Gentle; Clive Williams |
| Benin (2)                            | Félicite Bada; Alphonse Gaglozoun |
| Bermuda (4)                          | Jennifer Bean; Clarence Saunders; Gregory Simons; Raymond Swan |
| Bolivien (1)                         | Osvaldo Morejon |
| Botswana (2)                         | Joseph Ramotshabi; Wilson Theleso |
| Brasilien (11)                       | José Luíz Barbosa; Palmireno Benjamin Campos; Joaquim Cruz; João Batista Da Silva; Robson da Silva; Gérson de Souza; Antônio Dias Ferreira; Esmeralda de Jesus Garcia Silami; Conceição Geremias; Agberto Guimarães; Tomás Valdemar Hintnaus |
| Britische Jungferninseln (2)         | Dean Greenaway; Rose Phillips-King |
| Bulgarien (23)                       | Atanas Atanassow; Walentin Atanassow; Alik Basriev; Atanas Tschotschew; Krasimir Demirev; Walentina Dimitrowa; Emanuil Djulgerow; Nadeschda Georgiewa; Katja Iliewa; Panayot Kashanov; Zwetanka Christowa; Binko Kolew; Christo Markow; Svetla Mitkova-Sınırtaş; Anelija Nunewa; Marija Petkowa; Totka Petrowa; Wenzislaw Radew; Rossiza Stamenowa; Atanas Tarew; Toma Tomow; Iwo Jantschew; Ginka Sagortschewa |
| Burundi (2)                          | Judith Nimpaye; Antoine Nivyobizi |
| Chile (3)                            | Carlos Carvajal; Mónica Regonesi; Luis Schneider |
| China (21)                           | Jianhua Dai; Zheng Dazhen; Zhang Fuxin; Li Guangxing; Liu Guihua; Donghuo Huang; Zhu Jianhua; Wu Jinmei; Shen Lijuan; Li Meisu; Dai Mingxi; Jiang Shaohong; Li Weinan; Liang Weiqiang; Yang Wenqin; Li Xiaohui; Xin Xiaoli; Xie Yingqi; Zhicheng Yu; Liu Yuhuang; Zou Zhenxian |
| Chinesisch Taipeh (9)                | Chen Chang-ming; Hwang Chian-Shin; Liu Chin-chiang; Yueh-Mei Kao; Lee Kuo-Sheng; Lee Mu-tsai; Shen Shu-foog; Chin-jing Wu; Lin Yueh-hsiang |
| Cookinseln (2)                       | Uaongo Areai; Attina Sawtell |
| Costa Rica (2)                       | Sergio Gutiérrez; Ronald Lanzoni Campos |
| Dänemark (13)                        | Lone Dybdal; Niels Kim Hjorth; Mette Holm-Hansen; Kersti Jacobsen; Flemming Jensen; Henrik Jørgensen; Tina Krebs; Svend Erik Kristensen; Per Nielsen; Richard Olsen; Helle Sichlau; John Skøvbjerg; Dorthe Wolfsberg |
| Bundesrepublik Deutschland (52)      | Matthias Assmann; Uwe Becker; Peter Bouschen; Gaby Bußmann; Karl Degener; Ulrike Denk; Heike Drechsler; Sabine Everts; Hans-Peter Ferner; Paul Frommeyer; Christian Haas; Werner Hartmann; Christoph Herle; Jürgen Hingsen, Monika Hirsch; Patriz Ilg; Margrit Klinger; Wolfgang Knabe; Guido Kratschmer; Brigitte Kraus; Günther Lohre; Claudia Losch; Monika Lövenich; Vera Michallek; Dietmar Mögenburg; Ulrike Nasse-Meyfarth; Heike Neugebauer; Beate Peters; Klaus Ploghaus; Karl-Hans Riehm; Andreas Rizzi; Christoph Sahner; Ralf Salzmann; Axel Schaumann; Harald Schmid; Rainer Schwarz; Erwin Skamrahl; Christina Sussiek; Klaus Tafelmeier; Charlotte Teske; Ute Thimm; Carlo Thränhardt; Ingrid Thyssen; Christa Vahlensieck; Alwin Wagner; Mary Wagner; Hartmut Weber; Siegfried Wentz; Martin Weppler; Thomas Wessinghage; Jürgen Winkler; Willi Wülbeck |
| Deutsche Demokratische Republik (54) | Gisela Beyer; Susanne Beyer; Udo Beyer; Michael Bönke; Kerstin Brandt; Sabine Busch; Andreas Busse; Waldemar Cierpinski; Jürgen Eberding; Frank Emmelmann; Petra Felke; Ellen Fiedler; Uwe Freimuth; Marlies Göhr; Steffen Grummt; Ralf Haber; Martina Hellmann; Bettine Jahn; Sabine John; Kerstin Knabe; Helma Knorscheidt; Marita Koch; Ralf Kowalsky; Petra Krug; Hansjörg Kunze; Dietmar Meisch; Hagen Melzer; Detlef Michel; Silke Möller; Thomas Munkelt; Dagmar Neubauer; Ramona Neubert; Andreas Oschkenat; Cornelia Oschkenat; Petra Pfaff; Helga Radtke; Andrea Reichstein; Günther Rodehau; Werner Schildhauer; Thomas Schönlebe; Antje Schröder; Thomas Schröder; Ilona Slupianek; Roland Steuk; Jürgen Schult; Ulf Timmermann; Hans-Joachim Truppel; Anke Vater; Torsten Voss; Detlef Wagenknecht; Christiane Wartenberg; Ronald Weigel; Roland Wieser; Antje Zöllkau |
| Dominikanische Republik (4)          | Wilfredo Almonte; Felicia Candelario; Modesto Castillo; Juan Núñez |
| Dschibuti (2)                        | Djama Robleh; Ahmed Salah |
| Ecuador (2)                          | José Quiñaliza; Luis Tipán |
| El Salvador (3)                      | Kriscia García; José Jaime Hernández; José Andrés Salazar |
| Elfenbeinküste (2)                   | Célestine N’Drin; Gabriel Tiacoh |
| Fidschi (2)                          | Peni Bati; Mereoni Vibose |
| Finnland (44)                        | Aimo Aho; Aulis Akonniemi; Ilkka Äyräväinen; Arto Bryggare; Tommy Ekblom; Tapani Haapakoski; Arto Härkönen; Jorma Härkönen; Jouko Hassi; Tuija Helander; Harri Huhtala; Ari Huumonen; Helena Hyvonen; Seppo Immonen; Arja Jussila; Jarmo Kärnä; Matti Katila; Sinikka Keskitalo; Sinikka Kiippa; Jouko Kilpi; Timo Kuusisto; Anne Kyllönen; Tuula Laaksalo; Marjo-Riitta Lakka; Tiina Lillak; Antti Loikkanen; Ulla Lundholm; Petri Makela; Helinä Marjamaa; Anne Paavolainen; Saila Purho; Matti Rusanen; Reima Salonen; Henrik Sandström; Harri Sundell; Juha Tiainen; Pertti Tiainen; Tuija Toivonen-Jousimaa; Esa Utriainen; Martti Vainio; Veijo Vannesluoma; Marja Vartiainen; Minna Vehmasto; Esa Viitasalo |
| Frankreich (31)                      | Patrick Abada; Rose-Aimée Bacoul; Patrick Barré; Laurence Bily; Jean-Jacques Boussemart; Aldo Canti; Stéphane Caristan; Marie-Christine Cazier; Michèle Chardonnet; Dominique Chauvelier; Pascal Debacker; Philippe Dien; Philippe Dupont; Laurence Elloy; Maryse Éwanjé-Épée; Martial Fesselier; Liliane Gaschet; Dominique Guebey; Chantal Langlacé; Didier Le Guillou; Gérard Lelièvre; Marie-France Loval; Joseph Mahmoud; José Marajo; Florence Picaut; Pierre Quinon; Antoine Richard; Marie-Noëlle Savigny; Pascal Thiébaut; Franck Verzy; Thierry Vigneron |
| Gabun (2)                            | Odette Mistoul; Daniel Ololo |
| Gambia (3)                           | Sheikh Omar Faye; Banana Jarjue; Amie Ndow |
| Ghana (5)                            | Abu Alhassan; Mary Mensah; Awudu Nuhu; Ernest Obeng; Sean Safo-Antwi |
| Gibralta (1)                         | John Chappory |
| Grenada (2)                          | Jacinta Bartholomew; Trevor Modeste |
| Griechenland (9)                     | Filippos Filippou; Konstantinos Georgakopoulos; Dimitrios Mikhas; Sotirios Moutsanas; Elissavet Pantazi; Sofia Sakorafa; Kosmas Stratos; Yeoryiós Vamvakas; Anna Verouli |
| Großbritannien (60)                  | Joan Baptiste; Todd Bennett; Christine Benning; Kathryn Binns; Steve Binns; Chris Black; Lorna Boothe; Christina Boxer; Phil Brown; Dave Clarke; Keith Connor; Garry Cook; Steve Cram; Verona Elder; Peter Elliott; Gillian Evans; Graeme Fell; Jane Furniss-Shields; Graeme Lynton George Watson; Beverley Goddard; Michael Colin Gratton; Roger Hackney; Venissa Head; Gerard Helme; John Herbert; Shirley Holloway; Mark Holtom; Hugh Jones; Steve Jones; Beverly Kinch; Judy Livermore; Eamonn Martin; Ian McCombie; Matthew Mileham; Roger Mills; Susan Morley; Gary Oakes; Heather Oakes; Judy Oakes; Steve Ovett; Glynis Penny; Colin Reitz; Meg Ritchie; Nick Rose, Tessa Sanderson; Michelle Scutt; Robert Cameron Sharp; Wendy Sly; Kathy Smallwood; Joyce Smith; Stephen Sole; Gladys Taylor; Shirley Thomas; Daley Thompson; Phil Vesty; Robert Weir; Allan Wells; Fatima Whitbread; Sandra Whittaker; Graham Williamson |
| Guatemala (2)                        | Ángel Díaz; Patricia Meigha |
| Guinea (2)                           | Sekou Camara; Koumba Kante |
| Guyana (2)                           | June Griffith; Earl Haley |
| Honduras (2)                         | José Flores; Santiago Fonseca |
| Hongkong (3)                         | Yuko Gordon; Chan Ka-chiu; Winnie Ng |
| Indien (2)                           | Mercy Mathews-Kuttan; Chand Ram Bairagi |
| Indonesien (1)                       | Mohamed Purnomo |
| Irak (1)                             | Mohammed Darwish |
| Iran (1)                             | Ardeshir Ghandoomi |
| Irland (11)                          | Eamonn Coghlan; Ray Flynn; Deirdre Foreman-Nagle; Declan Hegarty; Monica Joyce; Regina Joyce; Louis Kenny; Carey May; Frank O’Mara; Brendan Quinn; John Treacy |
| Island (5)                           | Disa Gísladóttir; Thrainn Hafsteinsson; Vésteinn Hafsteinsson; Oddur Sigurðsson; Einar Vilhjálmsson |
| Israel (2)                           | Yair Karni; Zehava Shmueli |
| Italien (35)                         | Alessandro Andrei; Salvatore Antibo; Sandro Bellucci; Giuseppina Cirulli; Alberto Cova; Maurizio Damilano; Gianni Davito; Gabriella Dorio; Giovanni Evangelisti; Laura Fogli; Daniele Fontecchio; Marco Marchei; Rita Marchisio; Marisa Masullo; Carlo Mattioli; Stefano Mei; Pietro Mennea; Giampaolo Messina; Alba Milana; Claudio Patrignani; Bruno Pauletto; Pierfrancesco Pavoni; Alessandro Pezzatini; Marco Piochi; Gianni Poli; Agnese Possamai; Fausta Quintavalla; Roberto Ribaud; Erica Rossi; Donato Sabia; Mariano Scartezzini; Sara Simeoni; Carlo Simionato; Luca Toso; Giampaolo Urlando |
| Jamaika (17)                         | Colin Bradford; Ovrill Brown; Bert Cameron; Juliet Cuthbert; Overill Dwyer-Brown; Gawain Guy; Leleith Hodges; Grace Jackson; Earle Laing; Halcyon McKnight; Donald Quarrie; Merlene Ottey; Cathy Rattray-Williams; Leroy Reid; Everard Samuels; Karl Smith; Raymond Stewart |
| Japan (18)                           | Shigeyuki Aikyo; Hisayo Fukumitsu; Kenji Ide; Kunimitsu Itō; Rumiko Kaneko; Takashi Katamine; Koshiro Kawaguchi; Hideki Kita; Emi Matsui; Shigenobu Murofushi; Yoshihiro Nishimura; Takao Sakamoto; Emi Sasaki; Megumi Sato; Takehiro Sonohara; Mieko Tajima; Tomomi Takahashi; Susumu Takano |
| Jemen (2)                            | Nagib Salem Ahmed; Ali Al Harazi |
| Jordanien (2)                        | Laoui Adnan Abou; Khadija Al Matari |
| Jugoslawien (9)                      | Lidija Benedetič-Lapajne; Ivan Ivančić; Rok Kopitar; Vladimir Milić; Marica Mrsic; Stanislav Rozman; Nenad Stekić; Joško Vlašić; Dragan Zdravković |
| Kamerun (2)                          | Emmanuel Bitanga; Mesode Ruth Enang |
| Kampuchea (1)                        | Chai Kim San |
| Kanada (47)                          | Mark Adam; Laslo Babits; Angela Bailey; George Barber; Art Boileau; Debbie Brill; Peter Butler; Charmaine Crooks; Bishop Dolegiewicz; Dave Edge; Geraldine Fitch; Jacqueline Gareau; Dorothy Goertzen; Robert Gray; Cindy Hamilton; Rosemarie Hauch; Doug Hinds; Simon Hoogewerf; Ian James; Marcel Jobin; Ben Johnson; Sue Kameli; Lynn Kanuka-Williams; Molly Killingbeck; François Lapointe; Monique Lapres; Guillaume Leblanc; Atlee Mahorn; Sylvia Malgadey-Forgrave; Mark McKoy; Brit McRoberts; Alain Metellus; Karen Nelson; Ian Newhouse; Milton Ottey; Andrea Page; Marita Payne; Peter Quance; Brigitte Reid; Dave Reid; Tony Sharpe; Christine Slythe-Wynn; Angella Taylor-Issajenko; Gwen Wall; Alison Wiley; Desai Williams; Paul Williams |
| Katar (1)                            | Ibrahim Malallah |
| Kenia (15)                           | James Atuti; James Maina Boi; Michael Boit; Charles Cheruiyot; Kipkoech Cheruiyot; Paul Kipkoech; Julius Korir; Sammy Koskei; Meshak Munyoro; Juma Ndiwa; Alfred Nyambane; Kiprotich Rono; Paul Rugut; Rose Tata-Muya; Richard Tuwei |
| Kolumbien (2)                        | Eucaris Caicedo; Domingo Tibaduiza |
| Komoren (2)                          | Sofiya Mohamed; Said Toumane |
| Kuba (12)                            | Alejandro Casañas; Francisco Centelles; María Caridad Colón; Silvia Costa; Luis Delís; Alberto Juantorena; Osvaldo Lara; Juan Martínez Brito; Leandro Peñalver; Alberto Salazar; María Elena Sarría; Mayra Vila |
| Kuwait (1)                           | Khaled Khalifa |
| Lesotho (1)                          | Michael Lekhelsi |
| Libanon (2)                          | Jean-Yves Mallat; Zeina Mina |
| Libyen (1)                           | Mohamed Abdulla Abdelaslam |
| Luxemburg (1)                        | Justin Gloden |
| Madagaskar (1)                       | Tisbite Rakotoarisoa |
| Malawi (2)                           | Agripa Mwausegha; Vivian Pearson |
| Malaysia (2)                         | Pit Rapuan; Norsham Yoon |
| Mali (2)                             | Moussa Savadogo; Fatalmoudou Touré |
| Malta (2)                            | Jennifer Pace; Alan Zammit |
| Marokko (5)                          | Saïd Aouita; Nawal El Moutawakel; Hamid Homada; Faouzi Lahbi; Mohamed Zahafi |
| Mauritius (1)                        | France-Henry Lisette |
| Mexiko (10)                          | Martín Bermúdez Mendoza; Ernesto Canto; Felix Goméz; Rodolfo Gómez; José Gómez Cervantes; Raúl González Rodríguez; Maria-Luisa Ronquillo; Enrique Vera; Carlos Victorino; Antonio Villanueva |
| Montserrat (2)                       | Oswald Phillip; Magdalene Springer |
| Mosambik (1)                         | Vicente Daniel Ibrahim |
| Nauru (2)                            | Juliet Cain; Joske Teabuge |
| Nepal (2)                            | Pushpa Bhatta; Baikuntha Manandhar |
| Neuseeland (16)                      | Paul Ballinger; Shane Donelly; Ngaire Drake; Terry Genge; Don Greig; Lorraine Moller; Mary O’Connor; Keith Olsthoom; Peter Pearless; Glenys Quick; Peter Renner; Tim Soper; Kevin Taylor; John Walker; Stephen Walsh; Trevor Wright |
| Nicaragua (3)                        | Marisol Garcia; Luis Munguia; Luis Ramirez |
| Niederlande (9)                      | Carla Beurskens; Robert De Wit; Rob Druppers; Tineke Hidding; Gerard Nijboer; Marjan Olyslager; Maria Stalman; Els Vader; Rudi Verriet |
| Niederländische Antillen (2)         | Evelyne Farrell; Ruthsel Martina |
| Nigeria (7)                          | Ajayi Agbebaku; Yusuf Alli; Innocent Egbunike; Chidi Imoh; Daniel Ogidi; Rufina Ubah; Sunday Uti |
| Nordkorea (4)                        | So Chang-Sik; Li Jong-hyong; Kim Myong-Suk; Son Yong-Hi |
| Norwegen (19)                        | Erling Andersen; Roy Andersen; Heidi Benserud; Øystein Bjørbaek; Bo Breigan; Øyvind Dahl; Per Erling Olsen; Jan Fjærestad; Hilde Fredriksen; Petter Hesselberg; Knut Hjeltnes; Marit Holtklimpen; Oddrun Hovsengen; Stig Roar Husby; Heidi Jacobsen; Kim Mom; Lars Ove Moen; Trond Skramstad; Grete Waitz |
| Obervolta (2)                        | Harouna Pale; Mariam Traore |
| Oman (1)                             | Said Al-Marhubi |
| Österreich (10)                      | Melitta Aigner; Hermann Fehringer; Thomas Futterknecht; Gerhard Hartmann; Roland Jokl; Johann Lindner; Dietmar Millonig; Robert Nemeth; Wolfgang Tschirk; Erwin Weitzl |
| Pakistan (1)                         | Sikendar Iqbal |
| Palästina (1)                        | Mohamed Bakheet |
| Panama (2)                           | Irina Ambulo; Hector Daley |
| Papua-Neuguinea (2)                  | Paiwa Bogela; Elanga Buala |
| Paraguay (2)                         | Claudio Escauriza; Ramón López |
| Peru (2)                             | Carmela Bolivár; Giorgio Mautiño Batuello |
| Philippinen (2)                      | Lydia de Vega; Isidro del Prado |
| Polen (21)                           | Dariusz Biczysko; Bohdan Bułakowski; Bogusław Duda; Zdzisław Hoffmann; Jolanta Januchta; Ewa Kasprzyk; Władysław Kozakiewicz; Henryk Królak; Piotr Kurek; Zdzisław Kwaśny; Dariusz Ludwig; Bogusław Mamiński; Ryszard Marczak; Ryszard Ostrowski; Edward Sarul; Tadeusz Ślusarski; Ryszard Szparak; Mariusz Tomaszewski; Krzysztof Wesołowski; Marian Jerzy Woronin; Jacek Wszoła |
| Portugal (11)                        | José Pinto; Rita Borralho; Cidálio Caetano; Aurora Cunha; Carlos Alberto De Sousa Lopes; António Leitão; Rosa Mota; Fernando Mamede; João Campos; Tavares Silva; Delfim Moreira |
| Puerto Rico (5)                      | Madeline de Jesús; Margaret de Jesús; Nilsa Paris; Vilma Paris; Carmelo Ríos |
| Ruanda (2)                           | Marcianne Mukamurenzi; Jean-Marie Rudasinqwa |
| Rumänien (25)                        | Maria Badea; Bedros Bedrosian; Cristieana Cojocaru; Gheorghe Cojocaru; Florența Crăciunescu; Anișoara Cușmir; Petru Drăgoescu; Liviu Giurgian; Vali Ionescu; Elena Lina; Mihaela Loghin; Daniela Matei; Sorin Matei; Doina Melinte; Constantin Militaru; Iosif Naghi; Ion Oltean; Mihaela Pogăcean; Eugen-Cristian Popescu; Iulia Radu; Maria Radu; Éva Ráduly-Zörgő; Dan Simion; Niculina Vasile; Ion Zamfirache |
| Salomonen (2)                        | Florence Gaza; Charlie Oliver |
| San Marino (2)                       | Stefano Casali; Amy Cesaretti |
| São Tomé und Príncipe (2)            | Antonio Cadio Paraiso; Maria Lomba |
| Schweden (32)                        | Karin Bergdahl; Ricky Bruch; Kjell Bystedt; Kenth Eldebrink; Eva Ernström; Bo Gustafsson; Midde Hamrin; Björn Johansson; Susanne Lorentzon; Jill McCabe; Lennart Mether; Bo Eric Michael Josjö; Lena Möller; Sven Nylander; Ronny Olsson; Evy Palm; Jan Persson; Tommy Persson; Claes Rahm; Tuulikki Raisanen; Per Rasmussen; Conny Silfver; Bengt Simonsen; Patrik Sjöberg; Ann-Louise Skoglund; Jan Staaf; Kjell-Erik Ståhl; Kristine Tånnander; Annette Tånnander; Lena Wallin; Jan-Iwar Westlund; Miro Zalar |
| Schweiz (15)                         | Marcel Arnold; Felix Böhni; Cornelia Bürki; Roland Dalhäuser; Pierre Délèze; René Gloor; Werner Günthör; Bruno Lafranchi; Franz Meier; Gaby Meier-Lindenthal; Stephan Niklaus; Markus Ryffel; Corinne Schneider; Christoph Ulmer; Peter Wirz |
| Senegal (6)                          | Amadou Dia Ba; Boubacar Diallo; Mamadou Diallo; Moussa Fall; Moussa Sagna Fall; Babacar Niang |
| Seychellen (2)                       | Vincent Confait; Marie-Ange Wirtz |
| Sierra Leone (1)                     | David Sawyerr |
| Simbabwe (2)                         | Christopher Madzokere; Mariette Van Heerden |
| Singapur (2)                         | Kandasamy Jayamani; Nadarajan Rengasamy |
| Somalia (1)                          | Jama Aden |
| Sowjetunion (74)                     | Rawilja Agletdinowa; Yelena Biserova; Ljubow Gurina; Sergei Litwinow; Nunu Abashydze; Waleri Abramow; Konstantin Akhapkin; Ana Ambrazienė; Olga Antonowa; Natalya Artyomova; Hennadij Awdjejenko; Irina Baskakowa; Lyutsia Belyayeva; Jānis Bojārs; Wiktor Bryshin; Serhij Bubka; Tamara Bykowa; Alexander Charlow; Grigoriy Degtyaryov; Dmitri Dmitrijew; Viktor Dorovskikh; Ihor Duhinez; Juri Dumtschew; Jekaterina Fessenko; Anatoliy Gorshkov; Wassili Grischtschenkow; Soja Iwanowa; Wiktor Kalinkin; Tatjana Kasankina; Mikalaj Kirau; Heorhi Kalnaottschanka; Larissa Kossizyna; Anatoliy Krokhmalyuk; Dainis Kūla; Natalja Lissowskaja; Wiktor Markin; Galina Murašova; Wladimir Murawjow; Alexander Newski; Igor Nikulin; Irina Olchownikowa; Igor Paklin; Natalja Petrowa; Marija Pinigina; Yuriy Pleshkov; Pjotr Potschintschuk; Jekaterina Podkopajewa; Irina Podyalovskaya; Wladimir Poljakow; Andrei Prokofjew; Tatiana Proskouriakoff; Heino Puuste; Sergey Rodin; Marina Romanova; Galina Sawinkowa; Jurij Sjedych; Waleri Sereda; Natalja Schubenkowa; Nikolai Sidorow; Raissa Smechnowa; Sergei Smirnow; Jekaterina Smirnowa; Sergei Sokolow; Oganes Stepanyan, Nikolay Udovenko; Swetlana Ulmassowa; Henads Waljukewitsch; Jelena Winogradowa; Konstantin Wolkow; Alexander Jazewitsch; Jewgeni Jewsjukow; Sergei Jung; Samira Saizewa; Svetlana Zorina                                                                                                 |
| Spanien (24)                         | José Manuel Abascal; José Alonso; Carlos Azulay; Francisco Botonero; Roberto Cabrejas; Antonio Corgos; Santiago de la Parte; Pilar Fernández, Jorge García; José Luis González; Ángel Heras; Jorge Llopart; José Marín; Iciar Martínez; Maria José Martínez-Patiño; Javier Moracho; Ricardo Ortega; Antonio Prieto; Domingo Jesús Ramón Menargues; Alberto Ruiz; Francisco Sánchez Vargas; Juan Torres; Colomán Trabado; Juan Carlos Traspaderne |
| St. Christopher-Nevis-Anguilla (2)   | Kenrick Camerud; Sandra Liburd |
| St. Lucia (2)                        | John Albertie; Cornelia Baptiste |
| St. Vincent und die Grenadinen (2)   | Lenford O’Garro; Bigna Samuel |
| Südafrika (1)                        | Mark Handelsman |
| Sudan (4)                            | Hassan el-Kashief; Ahmed Musa Jouda; Omer Khalifa; Joseph Rajo |
| Südkorea (3)                         | Jang Jae-keun, Kim Bok-joo; Mo Myong-Hee |
| Swasiland (2)                        | Samuel Hlawe; Annah Mathunjwa |
| Syrien (2)                           | Hala El-Moughrabi; Adnan Houri |
| Tansania (8)                         | Leticia Athanas; Zakariah Barie; Jimmy Igohe; Juma Ikangaa; Adram M'Kumi; Zakayo Malekwa; Agapius Masong; Gidamis Shahanga |
| Thailand (3)                         | Suchart Jaesuraparp; Yupin Lohachart; Walapa Tangjitsusorn |
| Togo (1)                             | Bilanday Bodjona |
| Tonga (1)                            | Niulolo Pelesikoti |
| Trinidad und Tobago (5)              | Christopher Brathwaite; Esther Hope-Washington; Michael Paul; Thurston Ross; Mike Solomon |
| Tschechoslowakei (38)                | Zdeněk Adamec; Pavol Blažek; Imrich Bugár; Elena Burgarová; Ján Čado; Jiří Chamrád; Helena Fibingerová; Anna Filicková; Július Ivan; František Jansa; Marcela Koblasová; Jarmila Kratochvílová; Josef Kubeš; Ivana Kubešová; Jan Kubista; Jan Leitner; Martin Machura; Remigius Machura; Dušan Malovec; Vlastimil Mařinec; Zuzana Moravčíková; Roman Mrázek; Eva Murková; Taťána Kocembová; Jarmila Nygrýnová; Helena Otahalová; Vladislav Pecen; Jozef Pribilinec; Marcela Sevcikova; Zdeňka Šilhavá; Radislava Šoborová; Štěpánka Sokolová; Milena Strnadová-Matejkovicová; Pavol Szikora; Ján Tomko; Jarmila Urbanova; Géjza Valent; Frantisek Vrbka |
| Tunesien (4)                         | Kawther Akremi; Mohamed Alouini; Féthi Baccouche; Mohamed Neji Henkiri |
| Türkei (7)                           | Semra Aksu; Ahmet Altun; Şükrü Çaprazlı; Mehmet Terzi; Sermet Timurlenk; Burhan Vurgun; Mehmet Yurdadön |
| Turks- und Caicosinseln (1)          | Alden Morris |
| Uganda (4)                           | Ruth Kyalisima; Moses Kyeswa; Mike Okot; Peter Rwamuhanda |
| Ungarn (21)                          | György Bakos; Béla Bakosi; Emese Béla; Béla Bodó; Miklós Domján; Judit Forgács; Olga Juha; Ferenc Kiss; Gábor Markó; István Nagy; Gyula Pálóczi; László Sátor; Xénia Siska; Katalin Sterk; Karolina Szabó; László Szalma; István Takács, István Tatár; Zsuzsa Vanyek; Sándor Vasvári; Ilona Zsilak |
| Uruguay (2)                          | Margarita Grun; Ricardo Vera |
| Vanuatu (2)                          | Maryline Adam; Georges Taniel |
| Venezuela (3)                        | Elizabeth Oberli-Schuh; José Salazar; William Wuycke |
| Vereinigte Arabische Emirate (1)     | Salem Khalil Ibrahim |
| Vereinigte Staaten von Amerika (93)  | Kevin Akins; Mark Anderson; Evelyn Ashford; Willie Banks; Sharrieffa Barksdale; Roberta Belle; Cindy Bremser; Alice Brown; Julie Brown; Tonja Brown; Judi Brown Clarke; Rosalyn Bryant, Jeff Buckingham; Edward Burke; Arthur Burns; Thomas Joseph Byers, Jr.; Carol Cady; Robin Campbell; Michael Alex Conley Sr.; John Crist; Mary Decker; Marianne Dickerson; Brian Diemer; Benji Durden; Debbie Eide; Marco Evoniuk; Rod Ewaliko; Sandra Farmer-Patrick; Benita Fitzgerald-Brown; Greg Foster; Michael Franks, Jane Frederick; Willie Gault; Randy Givens, Lorna Griffin; Florence Griffith Joyner; Jason Grimes; Marlene Harmon; Jim Heiring; Jim Hill; Denean Howard, Jennifer Inniss; Alfrederick A. Joyner; Jackie Joyner-Kersee; Maggie Keyes-Kraft; Emmit King; Dave Laut; David Lee; Mike Lehmann; Carl Lewis, Carol Lewis; Timothy Lewis; Gwen Loud; David Mack; Sydney Maree; Henry Marsh; John McArdle, Bill McChesney; Dave McKenzie, Edward Eugene Mendoza, Edwin Moses; Larry Myricks; Mark Nenow; Sunder Lamont Nix; Daniel O’Connor; Billy Olson; Doug Padilla; Pamela Jo Page; David Patrick; Tyke Peacock; Tom Petranoff; Andre Phillips; Rickey Pittman; John Powell; Elliott Quow; Louise Ritter; James J. Robinson Jr.; Bob Roggy; Steve Scott; Calvin Smith; Karin Smith; Coleen Sommer; James Spivey; Dwight Stones; Ron Tabb; Eliot Tabron; Michael Tully; Sam Turner; Brenda Webb; Mac Wilkins; Diane Williams; Leo W. Williams II; Candy Young |
| Vietnam (2)                          | Trịnh Thị Bé; Nguyen Truong Hoa |
| Westsamoa (1)                        | Joseph Leota |
| Zaire (2)                            | Kungu Bakombo; Masini Situ-Kubanza |
| Zentralafrikanische Republik (2)     | Gervais Kirolo; Nicole Tombezogo |
| Zypern (1)                           | Spyros Spyrou |

## Sportliche Leistungen
Das Leistungsniveau war insgesamt sehr hoch. Mit wenigen Ausnahmen waren die weltbesten Leichtathleten in den verschiedenen Disziplinen am Start und sorgten für hochkarätig einzustufende Zeiten und Weiten.
- Es gab zwei Weltrekorde:
  - 4 × 100 m Männer – USA in der Besetzung Emmit King, Willie Gault, Calvin Smith, Carl Lewis, 37,86 s
  - 400 Meter Frauen – Jarmila Kratochvílová (Tschechoslowakei), 47,99 s
- Es wurden fünf Landesrekorde aufgestellt:
  - 800 Meter Männer – Willi Wülbeck (BR Deutschland), 1:43,65 min
  - 4 × 100 m Männer – Italien in der Besetzung Stefano Tilli, Carlo Simionato, Pierfrancesco Pavoni, Pietro Mennea, 38,37 s
  - 4 × 100 m Männer – BR Deutschland in der Besetzung Werner Bastians, Christian Haas, Jürgen Evers, Andreas Rizzi, 38,56 s
  - 400 Meter Frauen – Gaby Bußmann (BR Deutschland), 49,75 s
  - 3000 Meter Frauen – Brigitte Kraus (BR Deutschland), 8:35,11 min

## Erfolgreichste Sportler
Folgende Athleten errangen mindestens zwei Goldmedaillen:
- Marita Koch, DDR – 3-mal Gold: 200 Meter, 4 × 100 m, 4 × 400 m, außerdem Silber über 100 Meter
- Carl Lewis, USA – 3-mal Gold: 100 Meter, 4 × 100 m, Weitsprung
- Jarmila Kratochvílová, Tschechoslowakei – 2-mal Gold: 400 Meter, 800 Meter, außerdem Silber über 4 × 400 m
- Mary Decker, USA – 2-mal Gold: 1500 Meter, 3000 Meter
- Calvin Smith, USA – 2-mal Gold: 200 Meter, 4 × 100 m
- Marlies Göhr, DDR – 2-mal Gold: 100 Meter, 4 × 100 m

## Resultate Männer

### 100 m
| Platz | Athlet         | Land | Zeit (s) |
| ----- | -------------- | ---- | -------- |
| 1     | Carl Lewis     | USA  | 10,07 CR |
| 2     | Calvin Smith   | USA  | 10,21    |
| 3     | Emmit King     | USA  | 10,24    |
| 4     | Allan Wells    | GBR  | 10,27    |
| 5     | Juan Núñez     | DOM  | 10,29    |
| 6     | Christian Haas | FRG  | 10,32    |
| 7     | Paul Narracott | AUS  | 10,33    |
| 8     | Desai Williams | CAN  | 10,36    |

Datum: 8. August 1983
Wind: −0,3 m/s

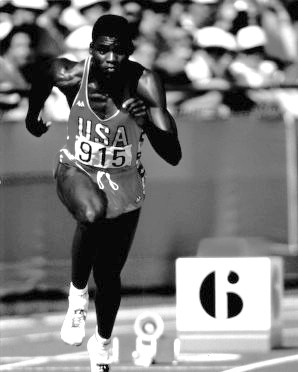
Carl Lewis – Weltmeister über 100 Meter

Teilnehmer aus deutschsprachigen Ländern:
 Frank Emmelmann (Halbfinale; 10,40 s)
 Thomas Schröder (Halbfinale; 10,52 s)

### 200 m

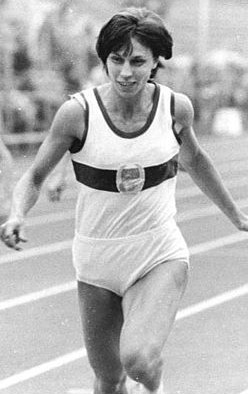
Marita Koch – nach Platz zwei über 100 Meter nun der Titelgewinn, dazu noch zweimal Gold mit ihren Staffeln

| Platz | Athlet                | Land | Zeit (s) |
| ----- | --------------------- | ---- | -------- |
| 1     | Calvin Smith          | USA  | 20,14 CR |
| 2     | Elliott Quow          | USA  | 20,41    |
| 3     | Pietro Mennea         | ITA  | 20,51    |
| 4     | Allan Wells           | GBR  | 20,52    |
| 5     | Frank Emmelmann       | GDR  | 20,55    |
| 6     | Innocent Egbunike     | NGA  | 20,63    |
| 7     | Carlo Simionato       | ITA  | 20,69    |
| 8     | João Batista da Silva | BRA  | 20,80    |

Datum: 14. August 1983, 14:45 Uhr
Wind: +1,2 m/s
Teilnehmer aus deutschsprachigen Ländern:
 Roland Jokl (Viertelfinale; 21,24 s)
 Andreas Rizzi (Viertelfinale; 21,37 s)

### 400 m
| Platz | Athlet           | Land | Zeit (s) |
| ----- | ---------------- | ---- | -------- |
| 1     | Bert Cameron     | JAM  | 45,05 CR |
| 2     | Michael Franks   | USA  | 45,22    |
| 3     | Sunder Nix       | USA  | 45,24    |
| 4     | Erwin Skamrahl   | FRG  | 45,37    |
| 5     | Hartmut Weber    | FRG  | 45,49    |
| 6     | Thomas Schönlebe | GDR  | 45,50    |
| 7     | Michael Paul     | TRI  | 45,80    |
| 8     | Gérson de Souza  | BRA  | 45,91    |

Datum: 10. August
Teilnehmer aus deutschsprachigen Ländern:
 Marcel Arnold (Viertelfinale; DNS)
 Martin Weppler (Halbfinale; 46,55 s)

### 800 m
| Platz | Athlet            | Land | Zeit (min)    |
| ----- | ----------------- | ---- | ------------- |
| 1     | Willi Wülbeck     | FRG  | 1:43,65 CR/DR |
| 2     | Rob Druppers      | NED  | 1:44,20       |
| 3     | Joaquim Cruz      | BRA  | 1:44,27       |
| 4     | Peter Elliott     | GBR  | 1:44,87       |
| 5     | James Robinson    | USA  | 1:45,12       |
| 6     | Agberto Guimarães | BRA  | 1:45,46       |
| 7     | Hans-Peter Ferner | FRG  | 1:45,74       |
| 8     | David Patrick     | USA  | 1:46,56       |

Datum: 9. August
Teilnehmer aus deutschsprachigen Ländern:
 Detlef Wagenknecht (Halbfinale; 1:45,70 min)
 Matthias Assmann (Halbfinale; 1:48,73 min)
 Christoph Ulmer (Vorlauf; 1:47,69 min)

### 1500 m

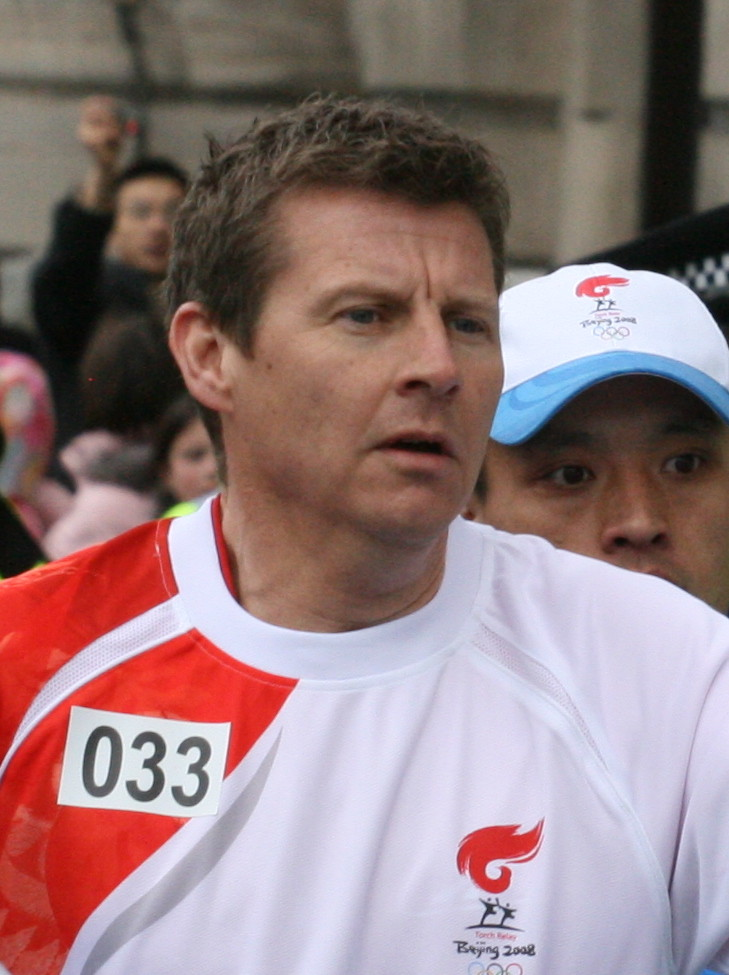
Steve Cram setzte sich in einem reinen Spurtrennen durch

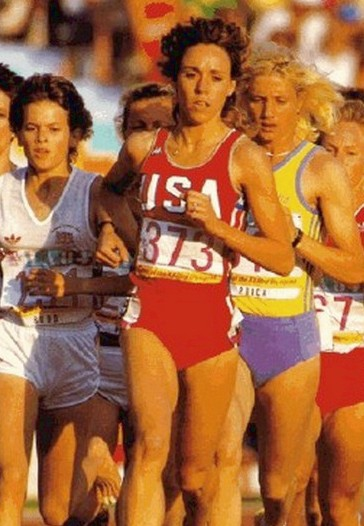
Zweites Gold für Mary Decker nach ihrem Sieg über 3000 Meter

| Platz | Athlet              | Land | Zeit (min) |
| ----- | ------------------- | ---- | ---------- |
| 1     | Steve Cram          | GBR  | 3:41,59    |
| 2     | Steve Scott         | USA  | 3:41,87    |
| 3     | Saïd Aouita         | MAR  | 3:42,02    |
| 4     | Steve Ovett         | GBR  | 3:42,34    |
| 5     | José Manuel Abascal | ESP  | 3:42,47    |
| 6     | Pierre Délèze       | SUI  | 3:43,69    |
| 7     | Andreas Busse       | GDR  | 3:43,72    |
| 8     | Dragan Zdravković   | YUG  | 3:43,75    |

Datum: 14. August

### 5000 m
| Platz | Athlet             | Land | Zeit (min)  |
| ----- | ------------------ | ---- | ----------- |
| 1     | Eamonn Coghlan     | IRL  | 13:28,53 CR |
| 2     | Werner Schildhauer | GDR  | 13:30,20    |
| 3     | Martti Vainio      | FIN  | 13:30,34    |
| 4     | Dmitri Dmitrijew   | URS  | 13:30,38    |
| 5     | Doug Padilla       | USA  | 13:32,08    |
| 6     | Thomas Wessinghage | FRG  | 13:32,46    |
| 7     | Wodajo Bulti       | ETH  | 13:34,03    |
| 8     | Dietmar Millonig   | AUT  | 13:36,08    |

Datum: 14. August

### 10.000 m

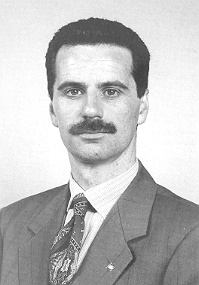
Alberto Cova – nach dem EM-Titel nun auch der WM-Sieg, im Jahr darauf folgte der Olympiasieg

| Platz | Athlet             | Land | Zeit (min) |
| ----- | ------------------ | ---- | ---------- |
| 1     | Alberto Cova       | ITA  | 28:01,04   |
| 2     | Werner Schildhauer | GDR  | 28:01,18   |
| 3     | Hansjörg Kunze     | GDR  | 28:01,26   |
| 4     | Martti Vainio      | FIN  | 28:01,37   |
| 5     | Gidamis Shahanga   | TAN  | 28:01,93   |
| 6     | Carlos Lopes       | POR  | 28:06,78   |
| 7     | Nick Rose          | GBR  | 28:07,53   |
| 8     | Christoph Herle    | FRG  | 28:09,05   |

Datum: 9. August

### Marathon

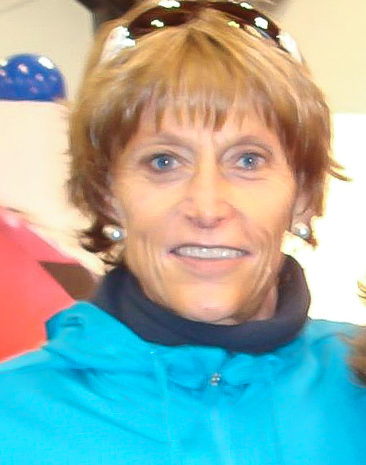
Marathon-Siegerin Grete Waitz (hier im Jahr 2010)

| Platz | Athlet              | Land | Zeit (h)   |
| ----- | ------------------- | ---- | ---------- |
| 1     | Robert de Castella  | AUS  | 2:10:03 CR |
| 2     | Kebede Balcha       | ETH  | 2:10:27    |
| 3     | Waldemar Cierpinski | GDR  | 2:10:37    |
| 4     | Kjell-Erik Ståhl    | SWE  | 2:10:38    |
| 5     | Agapius Masong      | TAN  | 2:10:42    |
| 6     | Armand Parmentier   | BEL  | 2:10:57    |
| 7     | Gianni Poli         | ITA  | 2:11:05    |
| 8     | Hugh Jones          | GBR  | 2:11:15    |

Datum: 14. August

### 110 m Hürden
| Platz | Athlet          | Land | Zeit (s) |
| ----- | --------------- | ---- | -------- |
| 1     | Greg Foster     | USA  | 13,42    |
| 2     | Arto Bryggare   | FIN  | 13,46    |
| 3     | Willie Gault    | USA  | 13,48    |
| 4     | Mark McKoy      | CAN  | 13,56    |
| 5     | Thomas Munkelt  | GDR  | 13,66    |
| 6     | György Bakos    | HUN  | 13,68    |
| 7     | Wenzislaw Radew | BUL  | 13,73    |
| 8     | Sam Turner      | USA  | 13,82    |

Datum: 12. August
Wind: +1,3 m/s

### 400 m Hürden

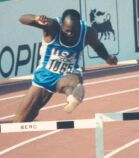
Edwin Moses beherrschte die 400 Meter Hürden über ein Jahrzehnt, so auch hier

| Platz | Athlet            | Land | Zeit (s) |
| ----- | ----------------- | ---- | -------- |
| 1     | Edwin Moses       | USA  | 47,50 CR |
| 2     | Harald Schmid     | FRG  | 48,61    |
| 3     | Alexander Charlow | URS  | 49,03    |
| 4     | Sven Nylander     | SWE  | 49,06    |
| 5     | Andre Phillips    | USA  | 49,24    |
| 6     | David Lee         | USA  | 49,32    |
| 7     | Amadou Dia Ba     | SEN  | 49,61    |
| 8     | Ryszard Szparak   | POL  | 49,78    |

Datum: 9. August

### 3000 m Hindernis
| Platz | Athlet            | Land | Zeit (min) |
| ----- | ----------------- | ---- | ---------- |
| 1     | Patriz Ilg        | FRG  | 8:15,06 CR |
| 2     | Bogusław Mamiński | POL  | 8:17,03    |
| 3     | Colin Reitz       | GBR  | 8:17,75    |
| 4     | Joseph Mahmoud    | FRA  | 8:18,32    |
| 5     | Roger Hackney     | GBR  | 8:19,38    |
| 6     | Graeme Fell       | GBR  | 8:20,01    |
| 7     | Julius Korir      | KEN  | 8:20,11    |
| 8     | Henry Marsh       | USA  | 8:20,45    |

Datum: 12. August

### 4 × 100 m Staffel
| Platz | Land               | Athleten                                                                | Zeit (s) |
| ----- | ------------------ | ----------------------------------------------------------------------- | -------- |
| 1     | Vereinigte Staaten | Emmit King Willie Gault Calvin Smith Carl Lewis                         | 37,86 WR |
| 2     | Italien            | Stefano Tilli Carlo Simionato Pierfrancesco Pavoni Pietro Mennea        | 38,37 NR |
| 3     | Sowjetunion        | Andrei Prokofjew Nikolai Sidorow Wladimir Murawjow Wiktor Bryshin       | 38,41    |
| 4     | DDR                | Andreas Knebel Thomas Schröder Jens Hübler Frank Emmelmann              | 38,51    |
| 5     | BR Deutschland     | Werner Bastians Christian Haas Jürgen Evers Andreas Rizzi               | 38,56 BR |
| 6     | Polen              | Krzysztof Zwoliński Zenon Licznerski Czeslaw Pradzynski Marian Woronin  | 38,72    |
| 7     | Jamaika            | George Walcott Raymond Stewart Leroy Reid Colin Bradford                | 38,75    |
| 8     | Frankreich         | Thierry François Marc Gasparoni Antoine Richard Jean-Jacques Boussemart | 38,98    |

Datum: 10. August

### 4 × 400 m Staffel
| Platz | Land               | Athleten | Zeit (min) |
| ----- | ------------------ | --- | ---------- |
| 1     | Sowjetunion        | Sergei Lowatschow Aljaksandr Traschtschyla Nikolai Tschernezki Wiktor Markin | 3:00,79 CR |
| 2     | BR Deutschland     | Erwin Skamrahl (Halbfinale/Finale) Jörg Vaihinger Harald Schmid Hartmut Weber (Vorlauf/Finale) im Vorlauf/Halbfinale außerdem: Martin Weppler (Vorlauf) Edgar Nakladal (Halbfinale) | 3:01,83    |
| 3     | Großbritannien     | Ainsley Bennett (Finale) Garry Cook Todd Bennett Philip Brown im Vorlauf/Halbfinale außerdem: Kriss Akabusi                                                                         | 3:03,53    |
| 4     | Tschechoslowakei   | Miroslav Záhořák Petr Břečka Dušan Malovec Ján Tomko | 3:03,90    |
| 5     | Italien            | Stefano Malinverni Donato Sabia Mauro Zuliani Roberto Ribaud | 3:05,10    |
| 6     | Vereinigte Staaten | Alonzo Babers Sunder Nix (Halbfinale/Finale) Willie Smith Edwin Moses (Halbfinale/Finale) im Vorlauf/Halbfinale außerdem: Andre Phillips (Vorlauf) Michael Franks (Vorlauf)         | 3:05,29    |
| 7     | Schweden           | Tommy Johansson Eric Josjö Per-Ola Olsson Ulf Sedlacek (Finale) im Vorlauf/Halbfinale außerdem: Sven Nylander (Vorlauf/Halbfinale)                                                  | 3:08,57    |
|       | Polen              | Ryszard Wichrowski Ryszard Szparak Andrzej Stępień Ryszard Podlas | DNF        |

Datum: 14. August

### 20 km Gehen
| Platz | Athlet            | Land | Zeit (h)   |
| ----- | ----------------- | ---- | ---------- |
| 1     | Ernesto Canto     | MEX  | 1:20:49 CR |
| 2     | Jozef Pribilinec  | TCH  | 1:20:59    |
| 3     | Jewgeni Jewsjukow | URS  | 1:21:08    |
| 4     | José Marín        | ESP  | 1:21:21    |
| 5     | Gérard Lelièvre   | FRA  | 1:21:37    |
| 6     | Pavol Blažek      | TCH  | 1:21:54    |
| 7     | Maurizio Damilano | ITA  | 1:21:57    |
| 8     | Guillaume Leblanc | CAN  | 1:22:04    |

Datum: 7. August

### 50 km Gehen
| Platz | Athlet            | Land | Zeit (h)   |
| ----- | ----------------- | ---- | ---------- |
| 1     | Ronald Weigel     | GDR  | 3:43:08 CR |
| 2     | José Marín        | ESP  | 3:43:42    |
| 3     | Sergei Jung       | URS  | 3:49:03    |
| 4     | Reima Salonen     | FIN  | 3:52:53    |
| 5     | Raúl González     | MEX  | 3:53:51    |
| 6     | François Lapointe | CAN  | 3:53:57    |
| 7     | Sandro Bellucci   | ITA  | 3:55:38    |
| 8     | Wiktor Dorowskich | URS  | 3:56:02    |

Datum: 12. August

### Hochsprung
| Platz | Athlet              | Land | Höhe (m) |
| ----- | ------------------- | ---- | -------- |
| 1     | Hennadij Awdjejenko | URS  | 2,32 CR  |
| 2     | Tyke Peacock        | USA  | 2,32 CR  |
| 3     | Zhu Jianhua         | CHN  | 2,29     |
| 4     | Dietmar Mögenburg   | FRG  | 2,29     |
| 5     | Igor Paklin         | URS  | 2,29     |
| 6     | Dwight Stones       | USA  | 2,29     |
| 7     | Carlo Thränhardt    | FRG  | 2,26     |
| 8     | Waleri Sereda       | URS  | 2,26     |

Datum: 13. August

### Stabhochsprung

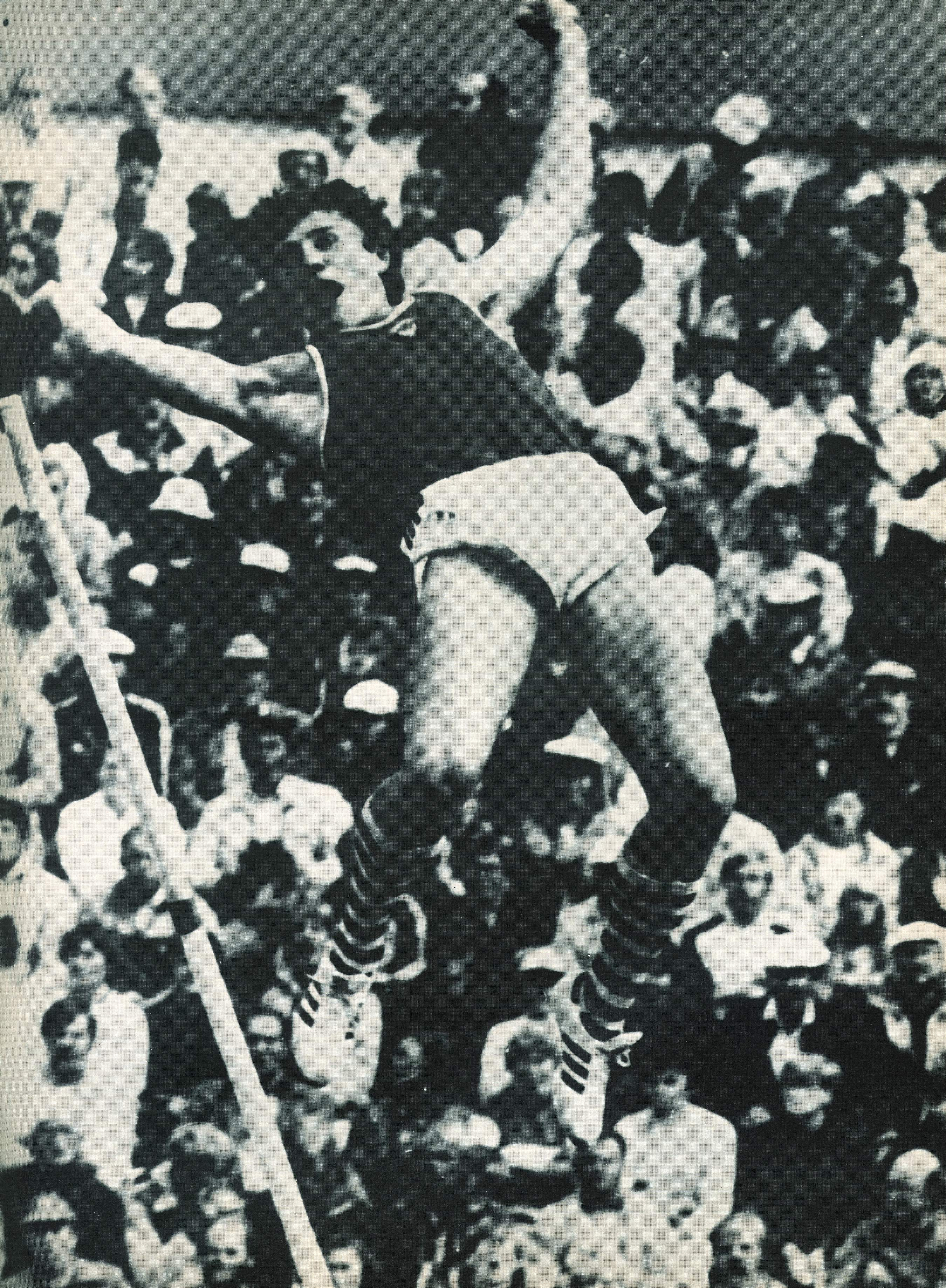
Serhij Bubka – erster Weltmeister und einer der besten Stabhochspringer der Sportgeschichte

| Platz | Athlet                | Land | Höhe (m) |
| ----- | --------------------- | ---- | -------- |
| 1     | Serhij Bubka          | URS  | 5,70 CR  |
| 2     | Konstantin Wolkow     | URS  | 5,60     |
| 3     | Atanas Tarew          | BUL  | 5,60     |
| 4     | Tadeusz Ślusarski     | POL  | 5,55     |
| 5     | Tom Hintnaus          | BRA  | 5,50     |
| 6     | Patrick Abada         | FRA  | 5,50     |
| 7     | Miro Zalar            | SWE  | 5,50     |
| 8     | Thierry Vigneron      | FRA  | 5,40     |
| 8     | Władysław Kozakiewicz | POL  | 5,40     |

Datum: 14. August

### Weitsprung
| Platz | Athlet         | Land | Weite (m) |
| ----- | -------------- | ---- | --------- |
| 1     | Carl Lewis     | USA  | 8,55 CR   |
| 2     | Jason Grimes   | USA  | 8,29      |
| 3     | Mike Conley    | USA  | 8,12      |
| 4     | László Szalma  | HUN  | 8,12      |
| 5     | Nenad Stekić   | YUG  | 8,09      |
| 6     | Gary Honey     | AUS  | 8,06      |
| 7     | Antonio Corgos | ESP  | 8,06      |
| 8     | Yusuf Alli     | NGR  | 7,89      |

Datum: 10. August

### Dreisprung
| Platz | Athlet            | Land | Weite (m) |
| ----- | ----------------- | ---- | --------- |
| 1     | Zdzisław Hoffmann | POL  | 17,42 CR  |
| 2     | Willie Banks      | USA  | 17,18     |
| 3     | Ajayi Agbebaku    | NGR  | 17,18     |
| 4     | Mike Conley       | USA  | 17,13     |
| 5     | Vlastimil Mařinec | TCH  | 17,13     |
| 6     | Ján Čado          | TCH  | 17,06     |
| 7     | Béla Bakosi       | HUN  | 16,83     |
| 8     | Al Joyner         | USA  | 16,76     |

Datum: 8. August

### Kugelstoßen

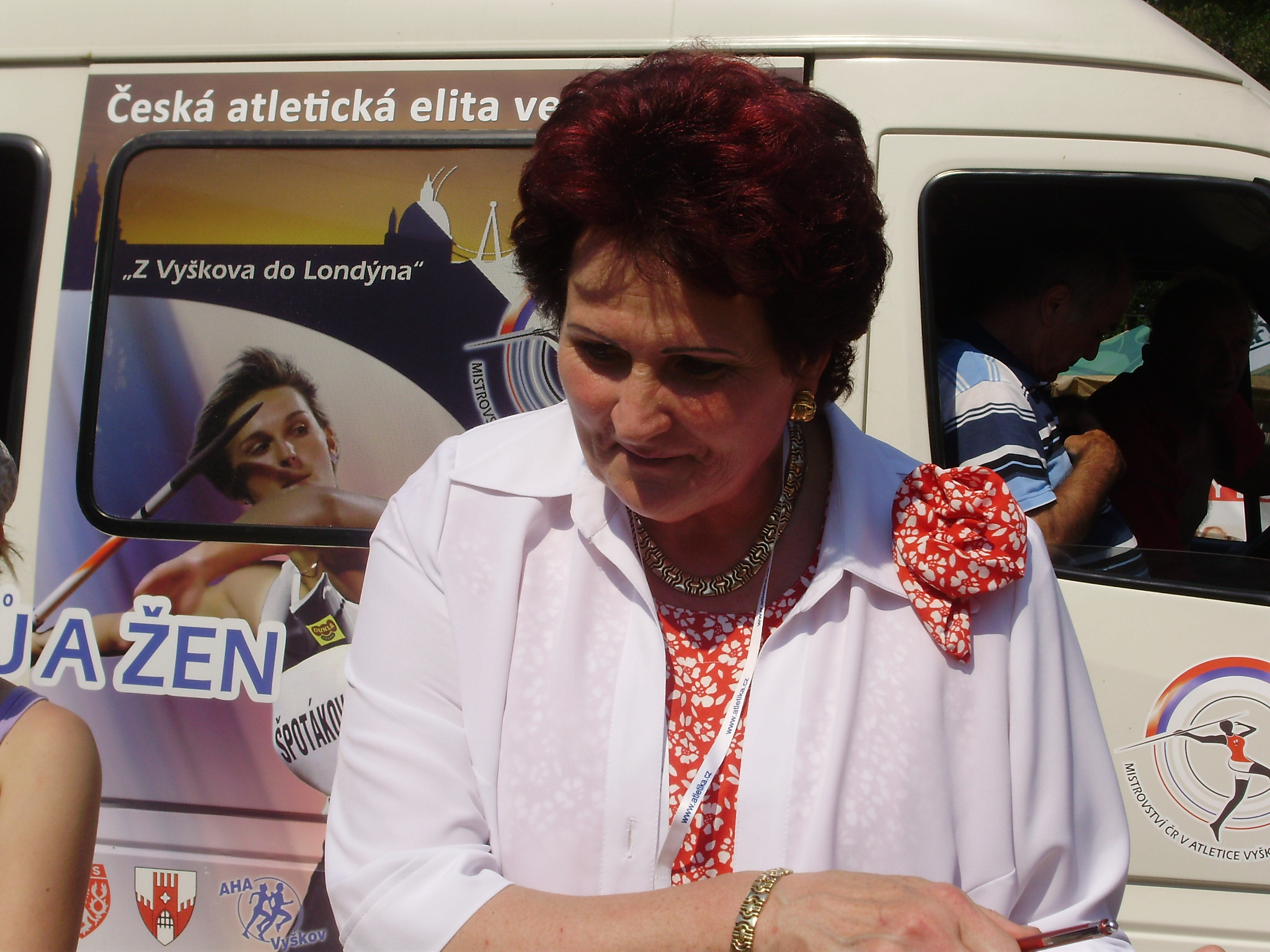
Nach vielen Medaillen die Krönung für Helena Fibingerová mit dem
WM-Titel

| Platz | Athlet            | Land | Weite (m) |
| ----- | ----------------- | ---- | --------- |
| 1     | Edward Sarul      | POL  | 21,39 CR  |
| 2     | Ulf Timmermann    | GDR  | 21,16     |
| 3     | Remigius Machura  | TCH  | 20,98     |
| 4     | Dave Laut         | USA  | 20,60     |
| 5     | Jānis Bojārs      | URS  | 20,32     |
| 6     | Udo Beyer         | GDR  | 20,09     |
| 7     | Alessandro Andrei | ITA  | 20,07     |
| 8     | Aulis Akonniemi   | FIN  | 19,85     |

Datum: 7. August

### Diskuswurf
| Platz | Athlet                | Land | Weite (m) |
| ----- | --------------------- | ---- | --------- |
| 1     | Imrich Bugár          | TCH  | 67,72 CR  |
| 2     | Luis Delís            | CUB  | 67,36     |
| 3     | Géjza Valent          | TCH  | 66,08     |
| 4     | Ari Huumonen          | FIN  | 65,44     |
| 5     | Jürgen Schult         | GDR  | 64,92     |
| 6     | Georgi Kolnootschenko | URS  | 64,74     |
| 7     | Juan Martínez         | CUB  | 64,26     |
| 8     | Art Burns             | USA  | 62,22     |

Datum: 14. August

### Hammerwurf
| Platz | Athlet            | Land | Weite (m) |
| ----- | ----------------- | ---- | --------- |
| 1     | Sergei Litwinow   | URS  | 82,68 CR  |
| 2     | Jurij Sjedych     | URS  | 80,94     |
| 3     | Zdzisław Kwaśny   | POL  | 79,42     |
| 4     | Igor Nikulin      | URS  | 79,34     |
| 5     | Gunther Rodehau   | GDR  | 77,08     |
| 6     | Klaus Ploghaus    | FRG  | 76,96     |
| 7     | Karl-Hans Riehm   | FRG  | 76,92     |
| 8     | Emanuil Djulgerow | BUL  | 76,64     |

Datum: 9. August

### Speerwurf

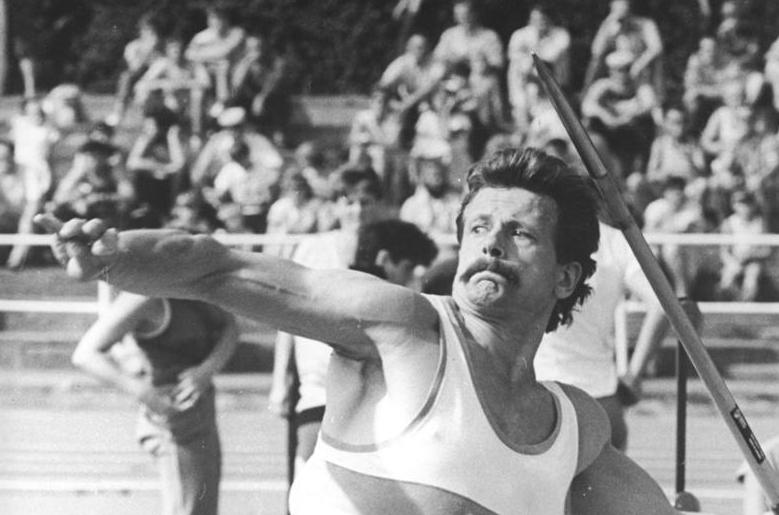
Detlef Michel besiegte den Weltrekordinhaber Tom Petranoff

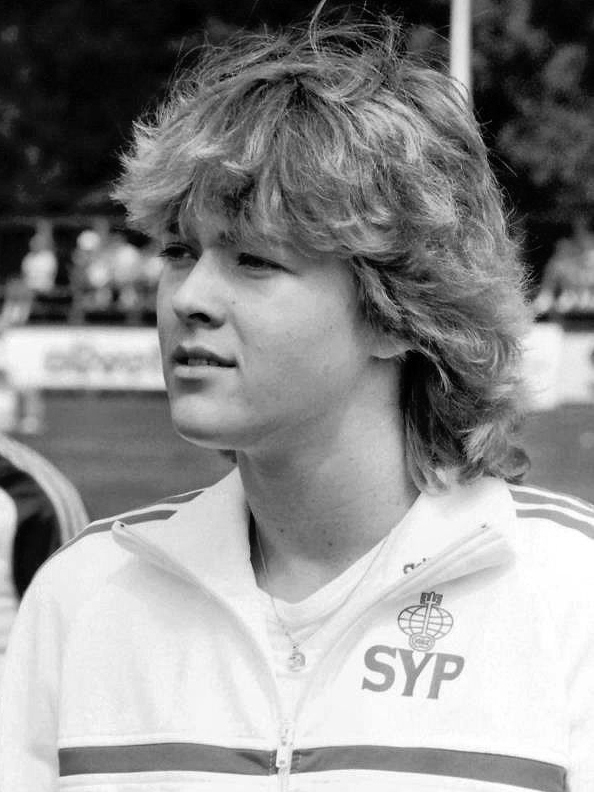
Als Einzige über 70 Meter: Weltmeisterin Tiina Lillak

| Platz | Athlet           | Land | Weite (m) |
| ----- | ---------------- | ---- | --------- |
| 1     | Detlef Michel    | GDR  | 89,48     |
| 2     | Tom Petranoff    | USA  | 85,60     |
| 3     | Dainis Kūla      | URS  | 85,58     |
| 4     | Heino Puuste     | URS  | 84,56     |
| 5     | Per Erling Olsen | NOR  | 83,54     |
| 6     | Kenth Eldebrink  | SWE  | 83,28     |
| 7     | Zdeněk Adamec    | TCH  | 81,30     |
| 8     | Klaus Tafelmeier | FRG  | 80,42     |

Datum: 12. August

### Zehnkampf
| Platz | Athlet           | Land | Punkte offiz. Wert. | Punkte 85er Wert. |
| ----- | ---------------- | ---- | ------------------- | ----------------- |
| 1     | Daley Thompson   | GBR  | 8666 CR             | 8714              |
| 2     | Jürgen Hingsen   | FRG  | 8561                | 8599              |
| 3     | Siegfried Wentz  | FRG  | 8478                | 8513              |
| 4     | Uwe Freimuth     | GDR  | 8433                | 8469              |
| 5     | Stephan Niklaus  | SUI  | 8212                | 8207              |
| 6     | Alexander Newski | URS  | 8201                | 8176              |
| 7     | Torsten Voss     | GDR  | 8167                | 8140              |
| 8     | Steffen Grummt   | GDR  | 8149                | 8142              |

Datum: 12./13. August
Gewertet wurde nach der Punktetabelle von 1964. Zur Orientierung und Einordnung der Leistungen sind zum Vergleich die nach heutigem Wertungssystem von 1984/85 erreichten Punktzahlen mitaufgeführt. Danach hätten die Ränge sieben und acht getauscht werden müssen. Diese Vergleiche sind allerdings lediglich Anhaltswerte, denn als Grundlage müssen die jeweils unterschiedlichen Maßstäbe der Zeit gelten. Bei den nachfolgenden Weltmeisterschaften kam dann die heute gültige Wertung zur Anwendung.

## Resultate Frauen

### 100 m
| Platz | Athletin        | Land | Zeit (s) |
| ----- | --------------- | ---- | -------- |
| 1     | Marlies Göhr    | GDR  | 10,97 CR |
| 2     | Marita Koch     | GDR  | 11,02    |
| 3     | Diane Williams  | USA  | 11,06    |
| 4     | Merlene Ottey   | JAM  | 11,19    |
| 5     | Angela Bailey   | CAN  | 11,20    |
| 6     | Helinä Marjamaa | FIN  | 11,24    |
| 7     | Angella Taylor  | CAN  | 11,30    |
|       | Evelyn Ashford  | USA  | DNF      |

Datum: 8. August
Wind: −0,5 m/s

### 200 m
| Platz | Athletin          | Land | Zeit (s) |
| ----- | ----------------- | ---- | -------- |
| 1     | Marita Koch       | GDR  | 22,13 CR |
| 2     | Merlene Ottey     | JAM  | 22,19    |
| 3     | Kathy Cook        | GBR  | 22,37    |
| 4     | Florence Griffith | USA  | 22,46    |
| 5     | Grace Jackson     | JAM  | 22,63    |
| 6     | Anelija Nunewa    | BUL  | 22,68    |
| 7     | Angela Bailey     | CAN  | 22,93    |
| 8     | Ewa Kasprzyk      | POL  | 23,03    |

Datum: 14. August
Wind: +1,5 m/s

### 400 m
| Platz | Athletin              | Land | Zeit (s) |
| ----- | --------------------- | ---- | -------- |
| 1     | Jarmila Kratochvílová | TCH  | 47,99 WR |
| 2     | Taťána Kocembová      | TCH  | 48,59    |
| 3     | Marija Pinigina       | URS  | 49,19    |
| 4     | Gaby Bussmann         | FRG  | 49,75 BR |
| 5     | Marita Payne          | CAN  | 50,06    |
| 6     | Irina Baskakowa       | URS  | 50,48    |
| 7     | Dagmar Rübsam         | GDR  | 50,48    |
| 8     | Rosalyn Bryant        | USA  | 50,66    |

Datum: 10. August

### 800 m
| Platz | Athletin               | Land | Zeit (min) |
| ----- | ---------------------- | ---- | ---------- |
| 1     | Jarmila Kratochvílová  | TCH  | 1:54,68 CR |
| 2     | Ljubow Gurina          | URS  | 1:56,11    |
| 3     | Jekaterina Podkopajewa | URS  | 1:57,58    |
| 4     | Margrit Klinger        | FRG  | 1:58,11    |
| 5     | Robin Campbell         | USA  | 2:00,03    |
| 6     | Doina Melinte          | ROM  | 2:00,13    |
| 7     | Milena Matějkovičová   | TCH  | 2:01,72    |
| 8     | Antje Schröder         | GDR  | 2:02,13    |

Datum: 9. August

### 1500 m
| Platz | Athletin               | Land | Zeit (min) |
| ----- | ---------------------- | ---- | ---------- |
| 1     | Mary Decker            | USA  | 4:00,90 CR |
| 2     | Samira Saizewa         | URS  | 4:01,19    |
| 3     | Jekaterina Podkopajewa | URS  | 4:02,25    |
| 4     | Rawilja Agletdinowa    | URS  | 4:02,67    |
| 5     | Wendy Sly              | GBR  | 4:04,14    |
| 6     | Doina Melinte          | ROM  | 4:04,42    |
| 7     | Gabriella Dorio        | ITA  | 4:04,73    |
| 8     | Brit McRoberts         | CAN  | 4:06,74    |

Datum: 14. August

### 3000 m
| Platz | Athletin           | Land | Zeit (min) |
| ----- | ------------------ | ---- | ---------- |
| 1     | Mary Decker        | USA  | 8:34,62 CR |
| 2     | Brigitte Kraus     | FRG  | 8:35,11 BR |
| 3     | Tatjana Kasankina  | URS  | 8:35,13    |
| 4     | Swetlana Ulmassowa | URS  | 8:35,55    |
| 5     | Wendy Sly          | GBR  | 8:37,06    |
| 6     | Agnese Possamai    | ITA  | 8:37,96 NR |
| 7     | Jane Furniss       | GBR  | 8:45,69    |
| 8     | Natalja Artjomowa  | URS  | 8:47,98    |

Datum: 10. August

### Marathon
| Platz | Athletin           | Land | Zeit (h)   |
| ----- | ------------------ | ---- | ---------- |
| 1     | Grete Waitz        | NOR  | 2:28:09 CR |
| 2     | Marianne Dickerson | USA  | 2:31:09    |
| 3     | Raissa Smechnowa   | URS  | 2:31:13    |
| 4     | Rosa Mota          | POR  | 2:31:50    |
| 5     | Jacqueline Gareau  | CAN  | 2:32:35    |
| 6     | Laura Fogli        | ITA  | 2:33:31    |
| 7     | Regina Joyce       | IRL  | 2:33:52    |
| 8     | Tuija Toivonen     | FIN  | 2:34:14    |

Datum: 7. August

### 100 m Hürden
| Platz | Athletin           | Land | Zeit (s) |
| ----- | ------------------ | ---- | -------- |
| 1     | Bettine Jahn       | GDR  | 12,35    |
| 2     | Kerstin Knabe      | GDR  | 12,42    |
| 3     | Ginka Sagortschewa | BUL  | 12,62    |
| 4     | Natalja Petrowa    | URS  | 12,67    |
| 5     | Shirley Strong     | GBR  | 12,78    |
| 6     | Jelena Bisserowa   | URS  | 12,80    |
| 7     | Cornelia Oschkenat | GDR  | 12,94    |
| 8     | Benita Fitzgerald  | USA  | 12,99    |

Datum: 13. August
Wind: +2,4 m/s (keine Rekordanerkennung wegen zu starken Rückenwinds)
Die beste hier unter regulären Bedingungen erzielte Zeit lautete 12,75 s:
- Bettine Jahn (DDR), drittes Viertelfinalrennen
- Ginka Sagortschewa (Bulgarien), erstes Halbfinalrennen

### 400 m Hürden
| Platz | Athletin            | Land | Zeit (s) |
| ----- | ------------------- | ---- | -------- |
| 1     | Jekaterina Fessenko | URS  | 54,14 CR |
| 2     | Ana Ambrazienė      | URS  | 54,15    |
| 3     | Ellen Fiedler       | GDR  | 54,55    |
| 4     | Petra Pfaff         | GDR  | 54,64    |
| 5     | Petra Krug          | GDR  | 54,76    |
| 6     | Ann-Louise Skoglund | SWE  | 54,80    |
| 7     | Susan Morley        | GBR  | 56,04    |
| 8     | Cristieana Cojocaru | ROU  | 56,26    |

Datum: 10. August

### 4 × 100 m Staffel
| Platz | Land             | Athletinnen                                                                 | Zeit (s) |
| ----- | ---------------- | --------------------------------------------------------------------------- | -------- |
| 1     | DDR              | Silke Möller Marita Koch Ingrid Auerswald Marlies Göhr                      | 41,76 CR |
| 2     | Großbritannien   | Joan Baptiste Kathy Cook Beverley Callender Shirley Thomas                  | 42,71    |
| 3     | Jamaika          | Leleith Hodges Jacqueline Pusey Juliet Cuthbert Merlene Ottey               | 42,73    |
| 4     | Bulgarien        | Ginka Sagortschewa Anelija Nunewa Nadeschda Georgiewa Pepa Pawlowa          | 42,93    |
| 5     | Kanada           | Angela Bailey Marita Payne Tanya Brothers Molly Killingbeck                 | 43,05    |
| 6     | Sowjetunion      | Ljudmila Kondratjewa Jelena Winogradowa Irina Olchownikowa Olga Antonowa    | 43,22    |
| 7     | Frankreich       | Marie-France Loval Marie-Christine Cazier Rose-Aimée Bacoul Liliane Gaschet | 43,40    |
| 8     | Tschechoslowakei | Jarmila Strejčková Štěpánka Sokolová Radislava Šoborová Eva Murková         | 43,78    |

Datum: 10. August

### 4 × 400 m Staffel
| Platz | Land               | Athletinnen | Zeit (min) |
| ----- | ------------------ | --- | ---------- |
| 1     | DDR                | Kerstin Walther Sabine Busch Marita Koch (Finale) Dagmar Rübsam (Finale) im Vorlauf außerdem: Undine Bremer Ellen Fiedler | 3:19,73 CR |
| 2     | Tschechoslowakei   | Taťána Kocembová Milena Matějkovičová Zuzana Moravčíková Jarmila Kratochvílová                                            | 3:20,32    |
| 3     | Sowjetunion        | Jelena Korban Marina Iwanowa Irina Baskakowa Marija Pinigina                                                              | 3:21,16    |
| 4     | Kanada             | Charmaine Crooks Jillian Richardson Molly Killingbeck Marita Payne                                                        | 3:27,41    |
| 5     | Vereinigte Staaten | Roberta Belle Easter Gabriel Rosalyn Bryant Denean Howard                                                                 | 3:27,57    |
| 6     | BR Deutschland     | Rita Daimer Ute Thimm Gisela Gottwald Gaby Bussmann                                                                       | 3:29,43    |
| 7     | Bulgarien          | Swobodka Damjanowa Rossiza Stamenowa Katja Iliewa Galina Penkowa                                                          | 3:30,36    |
| 8     | Rumänien           | Iulia Radu Daniela Matei Cristieana Cojocaru Elena Lina                                                                   | 3:35,61    |

Datum: 14. August

### Hochsprung
| Platz | Athletin        | Land | Höhe (m) |
| ----- | --------------- | ---- | -------- |
| 1     | Tamara Bykowa   | URS  | 2,01 CR  |
| 2     | Ulrike Meyfarth | FRG  | 1,99     |
| 3     | Louise Ritter   | USA  | 1,95     |
| 4     | Coleen Sommer   | USA  | 1,95     |
| 5     | Kerstin Brandt  | GDR  | 1,92     |
| 6     | Debbie Brill    | CAN  | 1,88     |
| 7     | Susanne Helm    | GDR  | 1,88     |
| 8     | Olga Juha       | HUN  | 1,88     |

Datum: 9. August

### Weitsprung
| Platz | Athletin              | Land | Weite (m) |
| ----- | --------------------- | ---- | --------- |
| 1     | Heike Daute           | GDR  | 7,27      |
| 2     | Anișoara Cușmir       | ROU  | 7,15      |
| 3     | Carol Lewis           | USA  | 7,04      |
| 4     | Tatjana Proskurjakowa | URS  | 7,02 CRe  |
| 5     | Beverly Kinch         | GBR  | 6,93      |
| 6     | Zsuzsa Vanyek         | HUN  | 6,81      |
| 7     | Eva Murková           | TCH  | 6,80      |
| 8     | Robyn Lorraway        | AUS  | 6,65      |

Datum: 14. August
Anmerkung zum Meisterschaftsrekord:

Die Bestweiten der drei Medaillengewinnerinnen waren alle von zu starker Rückenwindunterstützung unterstützt. Die größte bestenlistenreife Reife in diesem Wettbewerb betrug 7,02 m. Sie wurde erzielt von der Siegerin Heike Daute, spätere Heike Drechsler (Finale, 2. Versuch), und von der viertplatzierten Tatjana Proskurjakowa (Finale, 6. Versuch).

### Kugelstoßen
| Platz | Athletin            | Land | Weite (m) |
| ----- | ------------------- | ---- | --------- |
| 1     | Helena Fibingerová  | TCH  | 21,05 CR  |
| 2     | Helma Knorscheidt   | GDR  | 20,70     |
| 3     | Ilona Slupianek     | GDR  | 20,56     |
| 4     | Nunu Abaschydse     | URS  | 20,55     |
| 5     | Natalja Lissowskaja | URS  | 20,02     |
| 6     | Mihaela Loghin      | ROU  | 19,85     |
| 7     | Claudia Losch       | FRG  | 19,72     |
| 8     | María Elena Sarría  | CUB  | 19,47     |

Datum: 12. August

### Diskuswurf
| Platz | Athletin           | Land | Weite (m) |
| ----- | ------------------ | ---- | --------- |
| 1     | Martina Opitz      | GDR  | 68,94 CR  |
| 2     | Galina Murašova    | URS  | 67,44     |
| 3     | Marija Petkowa     | BUL  | 66,44     |
| 4     | Zwetanka Christowa | BUL  | 65,62     |
| 5     | Gisela Beyer       | GDR  | 65,26     |
| 6     | Zdeňka Šilhavá     | TCH  | 64,32     |
| 7     | Ria Stalman        | NED  | 63,76     |
| 8     | Meg Ritchie        | GBR  | 62,50     |

Datum: 10. August

### Speerwurf
| Platz | Athletin            | Land | Weite (m) |
| ----- | ------------------- | ---- | --------- |
| 1     | Tiina Lillak        | FIN  | 70,82 CR  |
| 2     | Fatima Whitbread    | GBR  | 69,14     |
| 3     | Anna Verouli        | GRE  | 65,72     |
| 4     | Tessa Sanderson     | GBR  | 64,76     |
| 5     | Éva Ráduly-Zörgő    | ROU  | 63,86     |
| 6     | Tuula Laaksalo      | FIN  | 62,44     |
| 7     | Beate Peters        | FRG  | 62,42     |
| 8     | María Caridad Colón | CUB  | 62,04     |

Datum: 13. August

### Siebenkampf
| Platz | Athletin            | Land | Punkte offiz. Wert. | Punkte 85er Wert. |
| ----- | ------------------- | ---- | ------------------- | ----------------- |
| 1     | Ramona Neubert      | GDR  | 6714 CR             | 6770              |
| 2     | Sabine Paetz        | GDR  | 6662                | 6713              |
| 3     | Anke Vater          | GDR  | 6532                | 6525              |
| 4     | Sabine Everts       | FRG  | 6398                | 6388              |
| 5     | Walentina Dimitrowa | BUL  | 6362                | 6344              |
| 6     | Jekaterina Smirnowa | URS  | 6321                | 6277              |
| 7     | Glynis Nunn         | AUS  | 6195                | 6131              |
| 8     | Tineke Hidding      | NED  | 6155                | 6104              |

Datum: 8./9. August
Gewertet wurde nach der Punktetabelle von 1971. Zur Orientierung und Einordnung der Leistungen sind zum Vergleich die nach heutigem Wertungssystem von 1985 erreichten Punktzahlen mitaufgeführt. Danach hätten die Ränge dreizehn und vierzehn getauscht werden müssen. Diese Vergleiche sind allerdings lediglich Anhaltswerte, denn als Grundlage müssen die jeweils unterschiedlichen Maßstäbe der Zeit gelten. Bei den nachfolgenden Weltmeisterschaften kam dann die heute gültige Wertung zur Anwendung.